# Programa d'assegurança mèdica per a nens
El Programa d'assegurança mèdica per a nens (en anglès: Childrens Health Insurance Program) (CHIP), és un programa administrat pel Departament de Salut i Serveis Socials dels Estats Units que ofereix fons de contrapartida als estats per l'assegurança mèdica de famílies amb nens.
El programa va ser dissenyat per cobrir els nens sense assegurança mèdica de famílies amb ingressos modestos però massa alts per qualificar per al programa Medicaid. El programa es va convertir en llei com a part de la Llei de Pressupost Equilibrat de 1997, i l'autoritat legal per al programa CHIP està sota el títol XXI de la Llei de Seguretat Social. La legislació per crear el programa CHIP va ser copatrocinada pel senador demòcrata Ted Kennedy i el senador republicà Orrin Hatch, i va rebre un fort suport de la primera dama Hillary Clinton. Tot i l'oposició d'alguns polítics conservadors, el CHIP es va incloure en la Llei de Pressupost Equilibrat de 1997, que el president Bill Clinton va promulgar a l'agost de 1997. En el moment de la seva creació, el CHIP representava la major expansió de la cobertura de l'assegurança mèdica per a nens finançada pels contribuents als Estats Units des de l'establiment del programa Medicaid en 1965. La Llei de reautorització de l'assegurança mèdica per a nens de 2009 es va estendre al programa CHIP i va expandir el programa per cobrir a 4 milions de nens i dones embarassades addicionals. La Llei de pressupost bipartidista de 2018 va estendre l'autorització del programa CHIP fins a l'any 2027. El CHIP va ser dissenyat com una associació federal i estatal similar al programa Medicaid, els programes són administrats pels estats individuals d'acord amb els requisits establerts pels Centres de Serveis de Medicare i Medicaid federals. Els estats tenen flexibilitat per dissenyar les polítiques del CHIP dins de les pautes federals generals, el que resulta en variacions pel que fa a elegibilitat, beneficis i administració en els diferents estats. Molts estats realitzen contractes amb empreses privades per administrar algunes parts dels seus beneficis del programa CHIP. Alguns estats han rebut autoritat per usar els fons del CHIP per cobrir a certs adults, incloses les dones embarassades i els pares de nens que reben beneficis del CHIP i de Medicaid. El programa CHIP va oferir cobertura sanitària a 7,6 milions de nens durant l'any fiscal federal 2010.